# 12141 Chushayashi
12141 Chushayashi este un asteroid din centura principală, descoperit pe 24 septembrie 1960 de PLS.